# Marsilea megalomanica
Marsilea megalomanica är en klöverbräkenväxtart som beskrevs av Georg Oskar Edmund Launert. Marsilea megalomanica ingår i släktet Marsilea och familjen Marsileaceae. Inga underarter finns listade.